# Shigeo Tokuda
Pour les articles homonymes, voir Tokuda.
Shigeo Tokuda (徳田重男, Tokuda Shigeo), né le 1er août 1934, est un acteur, réalisateur et producteur de films pornographiques japonais. Considéré comme le plus vieil acteur pornographique en activité, son âge avancé, sa petite taille (moins de 1,60 m), sa calvitie étendue, sont représentatifs de milliers d'autres retraités. Au Japon, il est surnommé King of Elderly Porn.

## Biographie
Shigeo Tokuda est né en août 1934. Il travaille comme guide touristique jusqu'à ce qu'il parte en retraite à l'âge de 60 ans.
D'après Tokuda lui-même, « Il est parti en retraite et n'avait rien à faire ». Désœuvré, il achète des vidéos pornos directement auprès du producteur (il ne se voyait pas les acquérir chez le revendeur) et devient l'ami du réalisateur, qui finit par lui proposer un rôle « car les personnes d'un certain âge » commencent à être appréciées,. Tokuda débute donc une seconde carrière comme acteur de films pornographiques.
En 2008, il a tourné dans 350 vidéos.
D'après un réalisateur « Pour sa génération, Tokuda est une super étoile »,.
Ruby Productions qui diffuse les vidéos de Tokuda, commença à faire "jouer" dans ses films des actrices « matures » c'est-à-dire ayant dépassé l'âge de la trentaine, car, selon le directeur, les jeunes hommes stressés par leur vie quotidienne difficile, "ont peur des femmes de leur génération, et ils apprécient les femmes plus âgées, avec qui ils se sentent plus en sécurité...". Il s'agit donc d'une recherche de l'image maternelle de la femme mûre par les hommes jeunes. Mais quelle est la clientèle qui assure un pareil succès à l'image grand-paternelle délivrée par Tokuda ? À part quelques chronophiles, cette clientèle vient certainement de la large tranche du troisième âge japonais, sachant que la population japonaise compte plus de 30 millions de personnes âgées de plus de 65 ans (le Japon étant le pays développé qui la population le plus "vieille" du monde)), et que ces hommes (et surtout ces femmes) ont vécu pour la plupart leur jeunesse sous un régime culturel oppressant qui laissait peu de place à l'épanouissement personnel... 
Le succès commercial a ainsi conduit les producteurs de videos pornos à mettre en scène des acteurs de soixante-dix ans, voire plus. Tokuda, après la mort naturelle de son principal concurrent (âgé de 90 ans) est maintenant le plus brillant d'entre eux.
Les noms des acteurs sont habituellement exclus des génériques du film pornographique japonais mais Tokuda est actuellement présenté comme une marque de fabrique dans les séries dont il est l'interprète pour les studios Ruby aux côtés d'actrices d'âge différents. Glory Quest, un autre studio spécialisé dans la mise en scène de personnages masculins âgés au sein de ses productions pornographiques - en particulier dans sa série Maniac Training of Lolitas parue en Décembre 2004 - embauche Tokuda pour sa production d'Août 2006, Forbidden Elderly Care. Tous les rôles interprétés par Tokuda n'ont pas trait au sexe. Il aime changer de personnage. En riant, il dit qu'il espère pouvoir continuer à travailler dans l'industrie pornographique jusqu'à l'âge de 80 ans. 
Naturellement, tous les médias posent à Tokuda (devenu le symbole de la sexualité du troisième âge triomphante), la même question : « Quel est le secret de votre forme ? ». L'acteur répond en donnant quelques indications sur son hygiène de vie il ne prend aucune médication (qui lui serait d'ailleurs interdite par ses antécédents d'infarctus du myocarde, mais mange beaucoup d'œufs et de légumes, marche à pied, et préfère prendre l'escalier plutôt qu'utiliser l'ascenseur... Et que quand il entend "moteur !", il fait beaucoup appel à son imagination....
Le spectateur doit sans doute faire lui aussi beaucoup appel à son imagination, et connaître l'importance du non-dit en Asie : dans les vidéo-extraits exposés par les sites, on voit Tokuda (vêtu d'un costume trois-pièces strict) faire frémir et haleter des jeunes femmes (vêtues d'un costume tailleur) en leur baisant les doigts, et les faire se tordre de plaisir en leur embrassant les orteils... 
Tokuda fit sensation en Occident à l'occasion d'un reportage sur sa personne diffusé par la chaîne américaine CNN en 2008. Comme l'énorme population de retraités aux USA a un impact économique reconnu et largement pris en compte par tous les busynessmen, Ruby envisage d'exporter certaines de ses vidéos aux États-Unis. On peut se demander toutefois si l'érotisme à la japonaise en lui-même, et les tendances bien particulières du cinéma pornographique japonais y feront recette. Mais le symbole de vitalité persistante qu'est le grand-père-harder va certainement contribuer à développer encore le old man porn grandissant ; un bandeau sur le dernier CD-Rom de Tokuda proclame d'ailleurs : Ah, quel bonheur ! N'ayez pas peur de vieillir ! Le désir est le meilleur des remèdes !.

## Sources
- (en) « Japanese Porn Star, 74, "Is Healthier Than He's Ever Been" », jezebel.com, 28 juillet 2008 (consulté le 4 novembre 2008) ;
- (en) « "Old Man" Porn Is Fun For All Ages », jezebel.com, 20 juin 2008 (consulté le 4 novembre 2008).